# فروشگاه مشروبات الکلی

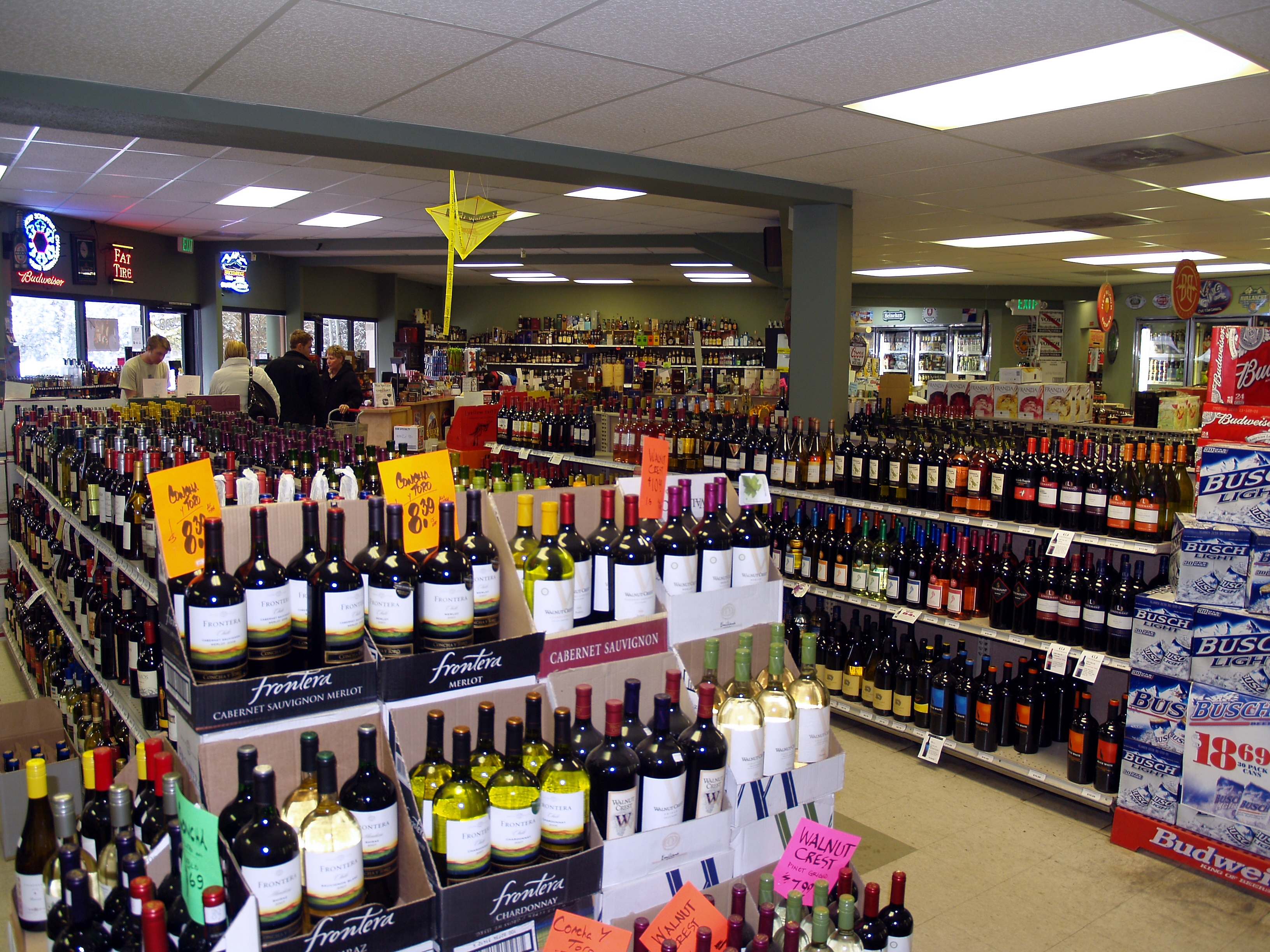
درون یک فروشگاه مشروبات الکلی

فروشگاه مشروبات الکلی (به انگلیسی: Liquor store) یک خرده‌فروشی است که در آن نوشیدنی الکلی در قالب بطری به فروش می‌رسد. بر اساس هر منطقه به آن نامی محلی داده‌اند مانند فروشگاه بطری یا مجوز خاموش.

## کشورهای آفریقایی
در آفریقای جنوبی، نامیبیا و زیمبابوه به آن فروشگاه بطری می‌گویند.

## انگلستان و ایرلند
در بریتانیا و ایرلند مجوز خاموش است، که اشاره به این واقعیت است که الکل ممکن است در محل مجوز خریداری شود، اما باید در محل فروش مصرف شود.

تمام فروشگاه‌های سوپرمارکت و فروشگاه‌های مواد غذایی، و بسیاری از ایستگاه‌های سوخت‌گیری مجوز ندارند.

قیمت الکل در موسسات مجوز خاموش تخفیف قابل توجهی نسبت به موسسات مجاز مانند بار (مکان)، میخانه و رستوران است.

## اقیانوسیه
- در استرالیا مقررات فروش نوشیدنی الکلی یک مسئولیت دولتی است. به طور کلی، آبجو و شراب باید در یک فروشگاه بطری خریداری شوند، که به صورت عبارتی در برخی از ایالت ها به عنوان یک بطری شناخته می شوند. ممکن است بخش جداگانه‌ای از یک فروشگاه بزرگ یک فروشگاه شخصی باشد - شرکت های بزرگ خرده‌فروشی معمولاً دارای حق نظر دادن در بطری‌های خود هستند که نزدیک به عملیات فروشگاه‌های بزرگ خود قرار دارند.در ایالت ویکتوریا (استرالیا) در قلمرو پایتختی استرالیا اجازه فروش نوشابه‌های الکلی از سوپرمارکت و خواربارفروشی وجود دارد.

## کشورهای نوردیک
توجه: تمام کشورهای شمال اروپا (نوردیک)، به جز دانمارک، انحصار الکل دولتی دارند.
- دانمارک - نوشیدنی‌های الکلی را می‌توان در هر فروشگاه موادغذایی یا کیوسک خریداری کرد.
- جزایر فارو - مشروبات الکلی بالای ۱٫۸٪ الکل را می‌توان در روسدرکاسولا لندسینس خریداری کرد، همچنین به عنوان روسان شناخته می‌شود.
- فنلاند - فروشگاه‌های مواد غذایی ممکن است آبجو و سایر نوشیدنی‌های الکلی با میزان الکل کمتر از ۴٫۷٪ الکل، اگر الکل توسط تخمیر تولید می‌شود، به فروش می‌رسد. تمام الکل‌های دیگر باید در فروشگاه آلکو خریداری شود.
- ایسلند - مشروبات الکلی فقط می‌توانند در فروشگاه‌های مشروب خریداری شود.
- نروژ - مشروبات الکلی بیش از ۴٫۸٪ الکل را می‌توان در فروشگاه وینمولوپولا خریداری کرد.
- سوئد - فروشگاه‌های مواد غذایی ممکن است آبجو  تا 3.5٪ الکل به فروشند. تمام مشروبات الکلی دیگر باید در فروشگاه های دولتی سیستیم بولوگت خریداری شوند، همچنین به عنوان بولوگت یا سیستیم شناخته می‌شوند.

## اتحادیه اروپا
در بلغارستان، کرواسی، قبرس، جمهوری چک، استونی، فرانسه، آلمان، یونان، مجارستان، ایتالیا، لتونی، لیتوانی، لوکزامبورگ، مالت، هلند، لهستان، پرتغال، رومانی، اسلواکی، اسلوونی و اسپانیا تمام سوپرمارکت‌ها، فروشگاه‌ها و ایستگاه‌های گاز امکان دارد فقط آبجو، شراب و مشروبات الکلی را در صورت داشتن مجوز به فروش برسانند. در هلند سوپرمارکت‌ها مجاز به فروش نوشیدنی‌های الکلی تا ۱۵٪ الکل هستند، مشروبات الکلی تنها از مغازه‌های بطری‌های تخصصی فروخته می شوند.

## ایالات متحده آمریکا

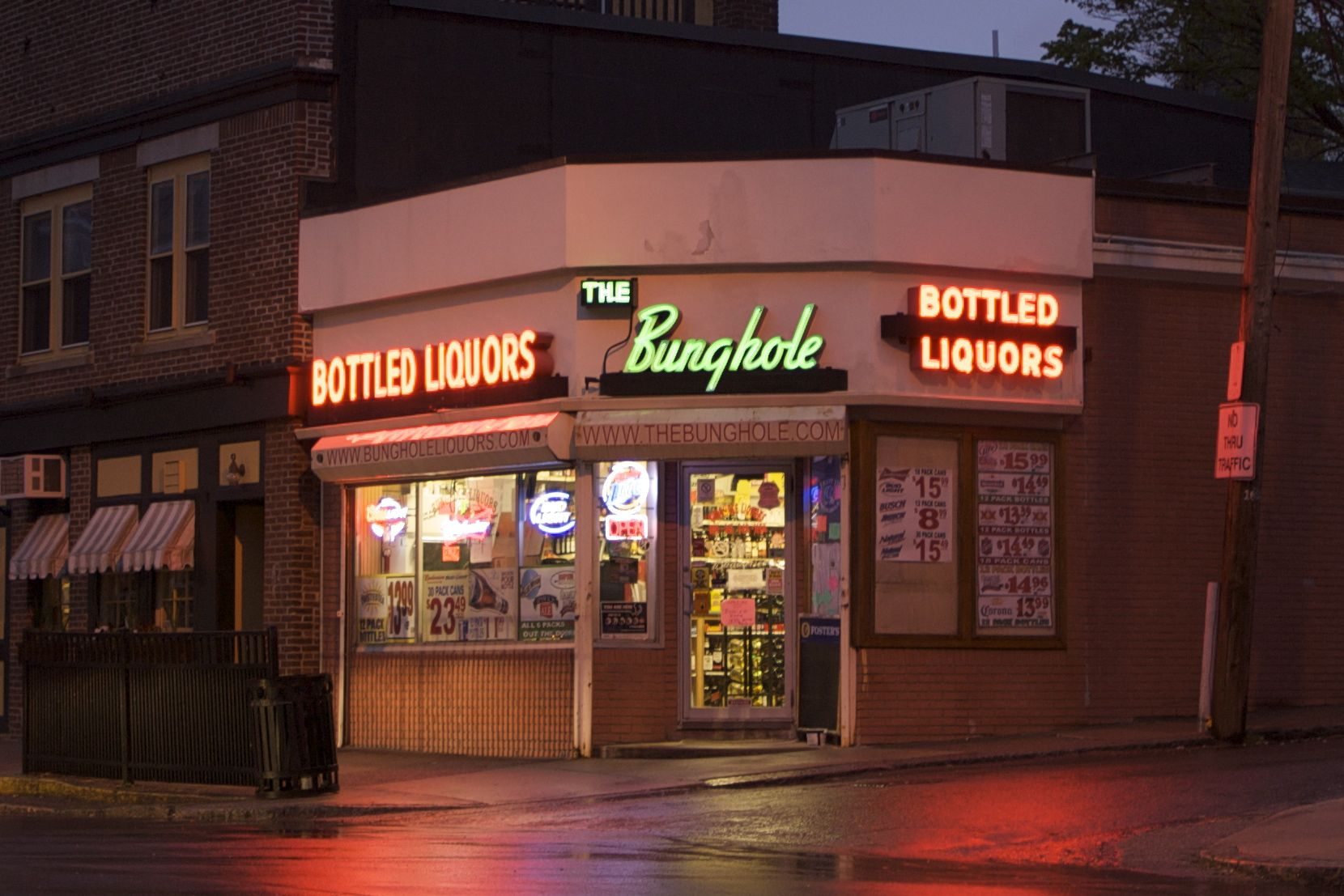
فروشگاه مشروبات الکلی در سیلم، ماساچوست.

متمم بیست ویکم قانون اساسی ایالات متحده آمریکا به دولت اجازه می‌دهد که فروش و مصرف نوشیدنی‌های الکلی را تنظیم کند. مقررات دولتی به طور گسترده‌ای متفاوت است. اکثر ایالات متحده دارای قوانینی هستند که مشخص می‌کند کدام نوشیدنی الکلی باید در فروشگاه‌های مشروبات الکلی مخصوصی فروخته شود.

در پنج ایالت کلرادو، کانزاس، مینه‌سوتا، اکلاهما و یوتا تنها آبجو با درصد کم الکل ممکن است در سوپر مارکت‌ها یا ایستگاه‌های گاز فروخته شود.

در بعضی ایالات مانند کالیفرنیا، لوئیزیانا، میزوری، نوادا، نیومکزیکو و ویسکانسین تمام نوشیدنی‌های الکلی را می‌توان در همه جا فروخت.

## کانادا
همه استان‌ها به غیر از آلبرتا و بریتیش کلمبیا انحصار مشروبات خرده فروشی دولتی دارند. آلبرتا تنها فروشگاه‌های خصوصی مشروب فروشی دارد. بریتیش کلمبیا دارای دفاتر فروش مشروبات الکلی خصوصی و دولتی است.